# Isoscelipteron rufum
Isoscelipteron rufum is een insect uit de familie van de Berothidae, die tot de orde netvleugeligen (Neuroptera) behoort. 
Isoscelipteron rufum is voor het eerst wetenschappelijk beschreven door Navás in 1912.